# ليليان ويست
ليليان ويست (بالإنجليزية: Lillian West)‏ هي ممثلة أمريكية، ولدت في 15 مارس 1886 بنيويورك في الولايات المتحدة، وتوفيت في 23 أبريل 1970 في الولايات المتحدة.

## أعمال

### أفلام
- (1955) شرق عدن[2][3][4]

## وصلات خارجية
- ليليان ويست على موقع IMDb (الإنجليزية)
- ليليان ويست على موقع ألو سيني (الفرنسية)
- ليليان ويست على موقع أول موفي (الإنجليزية)
- ليليان ويست على موقع قاعدة بيانات الأفلام السويدية (السويدية)
- ليليان ويست على موقع قاعدة بيانات الفيلم (الإنجليزية)
- ليليان ويست على موقع كينوبويسك (الروسية)